# Acceleratore di particelle

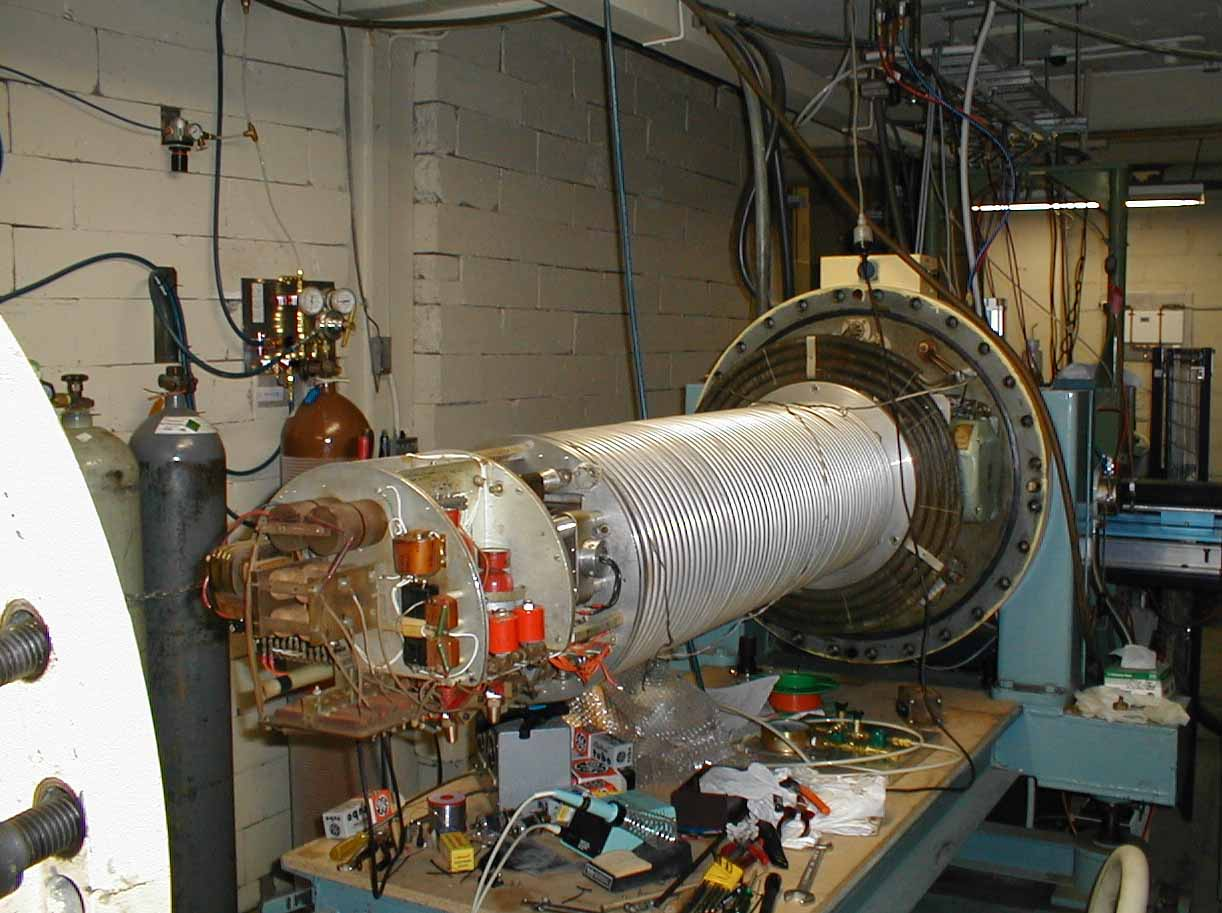
Acceleratore lineare Van de Graaf a stadio singolo da 2 MeV, aperto per la manutenzione. (1960)

In fisica un acceleratore di particelle è una macchina che ha lo scopo di produrre fasci di particelle subatomiche cariche o di ioni, tra cui elettroni, positroni, protoni e antiprotoni, e farli collidere tra loro a velocità estremamente elevate.
I metodi per accelerare le particelle sono basati sull'uso congiunto di campi elettrici e magnetici, di cui i primi forniscono energia alle particelle cariche accelerandole, mentre i secondi servono eventualmente a curvarne la traiettoria sfruttando la forza di Lorentz (ad es. negli acceleratori circolari: ciclotrone e sincrotrone) o a correggere dispersioni spaziali e di impulso dei fasci accelerati.
Tali macchine vengono usate principalmente per scopi industriali (60%) (impiantazione di ioni, sterilizzazione), medici (35%) (per la produzione di isotopi radioattivi o la terapia adronica), studio della struttura dei materiali (ad esempio sfruttando la radiazione di sincrotrone) o per scopi di ricerca (5%) in fisica delle particelle (un fascio di particelle di elevata energia permette di sondare oggetti di dimensioni molto piccole).

## Storia

Schema di funzionamento di un acceleratore lineare

I primi acceleratori (elettrostatici o a caduta di potenziale) sfruttavano campi elettrici statici in cui si acceleravano ioni tra differenze di potenziale al più di 10-20 MV (lo stesso potenziale che esiste tra la terra ed una nuvola prima che scocchi un fulmine). Il primo acceleratore di questo tipo fu costruito da Robert Van de Graaff (da cui prende il nome) nel 1931. Seguì quello realizzato da Cockroft e Walton nel 1932 per i primi studi sulla fissione nucleare in laboratorio. Infine, una versione più efficiente dell'acceleratore di Van de Graaff (acceleratore Tandem) permetteva l'accelerazione tra differenze di potenziale doppie rispetto al suo predecessore.
La necessità di accelerare particelle ad energie ben più elevate di quelle raggiungibili con gli acceleratori elettrostatici prese forma con gli acceleratori lineari (LINear ACcelerators, comunemente LINAC) che utilizzavano campi elettrici alternati, il cui primo esempio risale al lavoro di tesi di Rolf Wideröe nel 1928. Con queste macchine si risolveva il problema di disporre di un singolo stadio di accelerazione (un'unica differenza di potenziale) disponendo in linea retta una serie di elettrodi cilindrici a cui era applicata una differenza di potenziale pulsata tale che nello spazio tra due cilindri contigui ci fosse sempre un campo elettrico accelerante in una direzione e in fase con il passaggio della particella da accelerare. Con questo tipo di macchine, però, non era possibile accelerare un fascio continuo di particelle (poiché vengono accelerate solo quelle in fase con il campo elettrico), perciò il fascio veniva diviso in pacchetti (bunch).

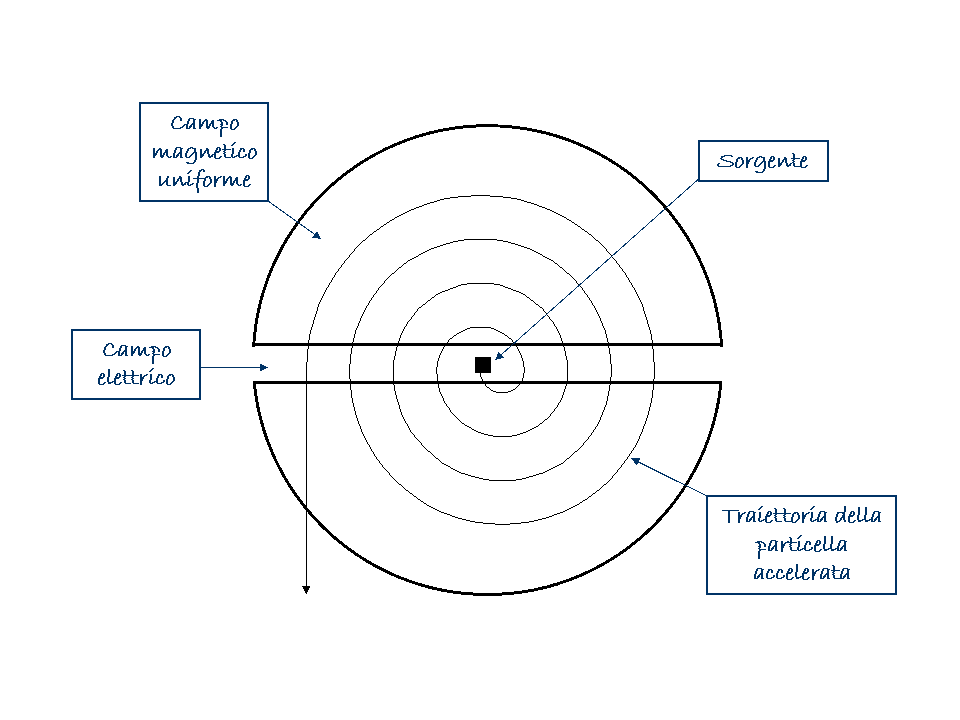
Schema di funzionamento di un ciclotrone.

La necessità di raggiungere energie sempre maggiori prese forma con il ciclotrone, il primo acceleratore circolare costruito da Lawrence nel 1930. L'idea era quella di far passare ripetutamente le particelle in una stessa cavità accelerante (a differenza dei LINAC, dove per aumentare l'energia del fascio accelerato occorre aumentare la lunghezza della macchina). Il ciclotrone è costituito da due elettrodi cavi a forma di D, immersi in campo magnetico costante e collegati ad una differenza di potenziale alternata a frequenza costante. La sorgente di particelle (originariamente ioni) è posta esattamente nel centro. Gli ioni emessi dalla sorgente vengono accelerati dal campo elettrico ed entrano in uno dei due elettrodi dove sono soggetti solo al campo magnetico. Qui vengono curvati e descrivono una semicirconferenza che li riporta nella regione accelerante e poi nell'altro elettrodo.
Il processo va avanti fino a che il raggio dell'ultima semicirconferenza descritta dalle particelle è minore del raggio dell'elettrodo, dopodiché le particelle escono dalla macchina. La massima energia raggiungibile è limitata dal raggio degli elettrodi e dall'intensità del campo magnetico. Inoltre le particelle vengono accelerate ad ogni passaggio tra le due cavità se arrivano in fase con il campo elettrico, vale a dire se la loro frequenza di rivoluzione è uguale alla frequenza del campo: questa condizione è verificata per velocità non relativistiche. A velocità maggiori (e quindi al crescere dell'energia) diviene necessario diminuire la frequenza del campo elettrico durante il ciclo di accelerazione. Le macchine che funzionano in questo modo sono chiamate sincro-ciclotroni e riescono ad accelerare protoni e ioni fino ad energie di circa 500 MeV.

Schema di funzionamento di un sincrotrone

I ciclotroni erano stati progettati per accelerare principalmente ioni e protoni ed erano quindi poco adatti all'accelerazione di elettroni, per i quali si raggiungono subito velocità relativistiche. Per questo motivo, Donald William Kerst e Serber modificarono l'idea di Wideröe e costruirono una macchina che chiamarono betatrone (il nome è dovuto al modo in cui venivano chiamati gli elettroni originariamente, cioè raggi beta). Il suo funzionamento sfrutta l'induzione elettromagnetica senza la necessità di dover impiegare campi elettrici acceleranti: le particelle vengono immesse in un anello immerso in un campo che viene gradualmente intensificato. La variazione del flusso del campo magnetico nell'anello fornisce agli elettroni la forza elettromotrice che li accelera. In questo schema, l'energia massima raggiungibile è dovuta solamente alla massima intensità del campo magnetico raggiungibile.
Dopo la guerra, si incominciò nuovamente a pensare al modo di incrementare ancora le energie raggiungibili dagli acceleratori costruiti fino ad allora, e questa rinnovata necessità portò allo sviluppo del concetto di sincrotrone, alla base dei moderni acceleratori circolari e anelli di accumulazione che ancora oggi sono uno strumento indispensabile alla fisica delle alte energie. Queste nuove macchine riassumono le principali caratteristiche dei precedenti acceleratori: accelerazione tramite cavità risonanti, variazione della frequenza dei campi acceleranti e variazione dell'intensità dei campi magnetici.

## Descrizione

### Principio: urti e acceleratori

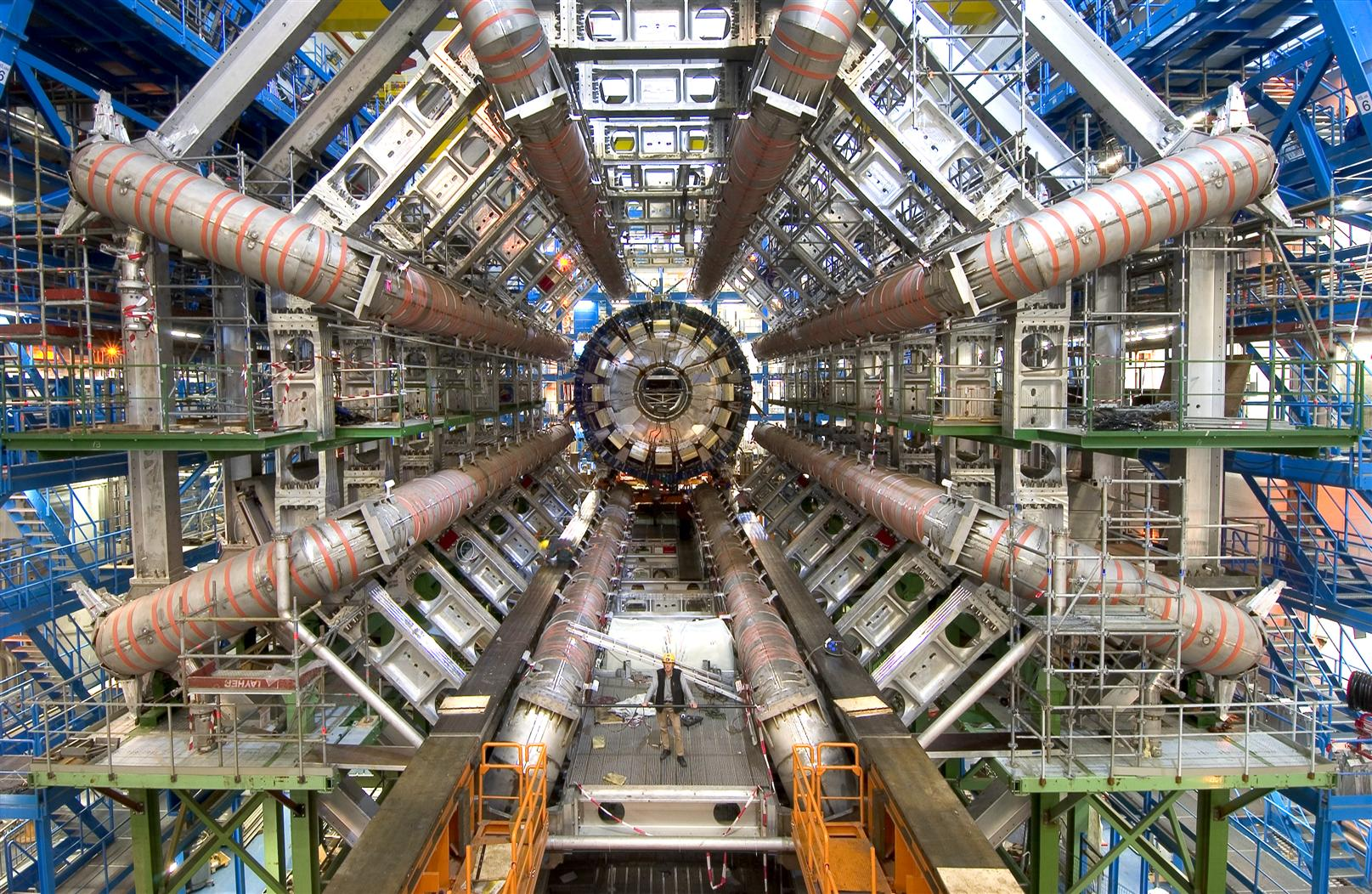
Rivelatore ATLAS al CERN

Il principio fisico della generazione di nuove particelle è quello semplice degli urti ad elevata energia: facendo collidere tra di loro particelle ad alta energia cinetica, ovvero prossime alla velocità della luce c, il prodotto (sintesi) è, per l'uguaglianza tra massa ed energia, una nuova particella a massa/energia superiore che generalmente decade in altre particelle figlie. Dall'analisi di tali decadimenti è possibile risalire alle caratteristiche della particella madre. L'accelerazione di particelle fino alle velocità/energie desiderate è ottenuta agendo su particelle cariche attraverso l'applicazione di opportuni campi elettromagnetici.
In fisica delle particelle in generale sono possibili due modi per rilevare nuove particelle subatomiche:
- rivelatori passivi che sfruttano le collisioni naturali ad alta energia tra i raggi cosmici ad alta energia e l'atmosfera terrestre rilevandone i prodotti ovvero i decadimenti: questa è l'ottica in cui si muove l'Astrofisica particellare. Queste collisioni sono però meno frequenti e controllabili rispetto a quelle producibili in laboratorio tramite acceleratori di particelle.
- uso di acceleratori di particelle cariche per produrre fasci di particelle ad altissima energia in quantità degne di nota, fatti poi collidere tra loro rilevandone i prodotti in appositi rivelatori (collisioni artificiali).

## Tipi di acceleratori

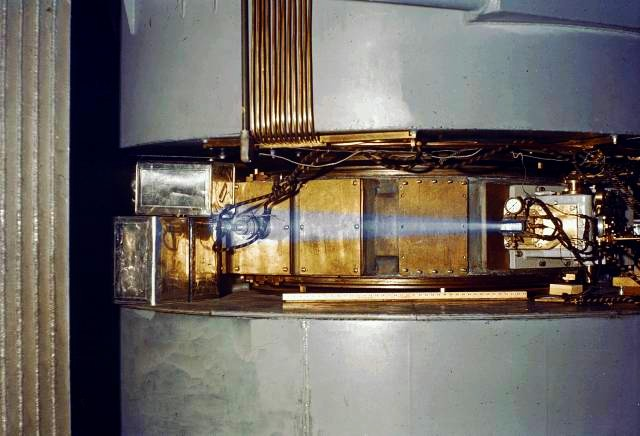
Ciclotrone

### Acceleratori ad alte energie
Gli acceleratori più noti sono quelli usati nella ricerca dai fisici delle particelle per investigare la struttura della materia su scala subnucleare. Questi acceleratori, come per esempio LHC al CERN di Ginevra, che ha una circonferenza di 27 km, sono estremamente costosi e la loro costruzione è possibile grazie a sinergie e collaborazioni tra molti enti di ricerca di diversi paesi.

### Acceleratori a bassa energia
I più numerosi sono gli acceleratori a bassa energia, come può essere un tubo catodico della televisione o gli apparecchi per le radiografie con raggi X. Questi semplici acceleratori usano la differenza di potenziale di qualche migliaia di volt per accelerare elettroni o ioni fino ad un'energia massima dell'ordine dei 100 MeV. Gli acceleratori a bassa energia sono usati per esempio per impiantare ioni nei circuiti integrati, nella ricerca di fisica nucleare, come preacceleratori per quelli più potenti, per creare isotopi instabili che non si possono sintetizzare nei reattori nucleari. Un importante utilizzo è quello nella medicina, nella radioterapia per la cura di tumori.

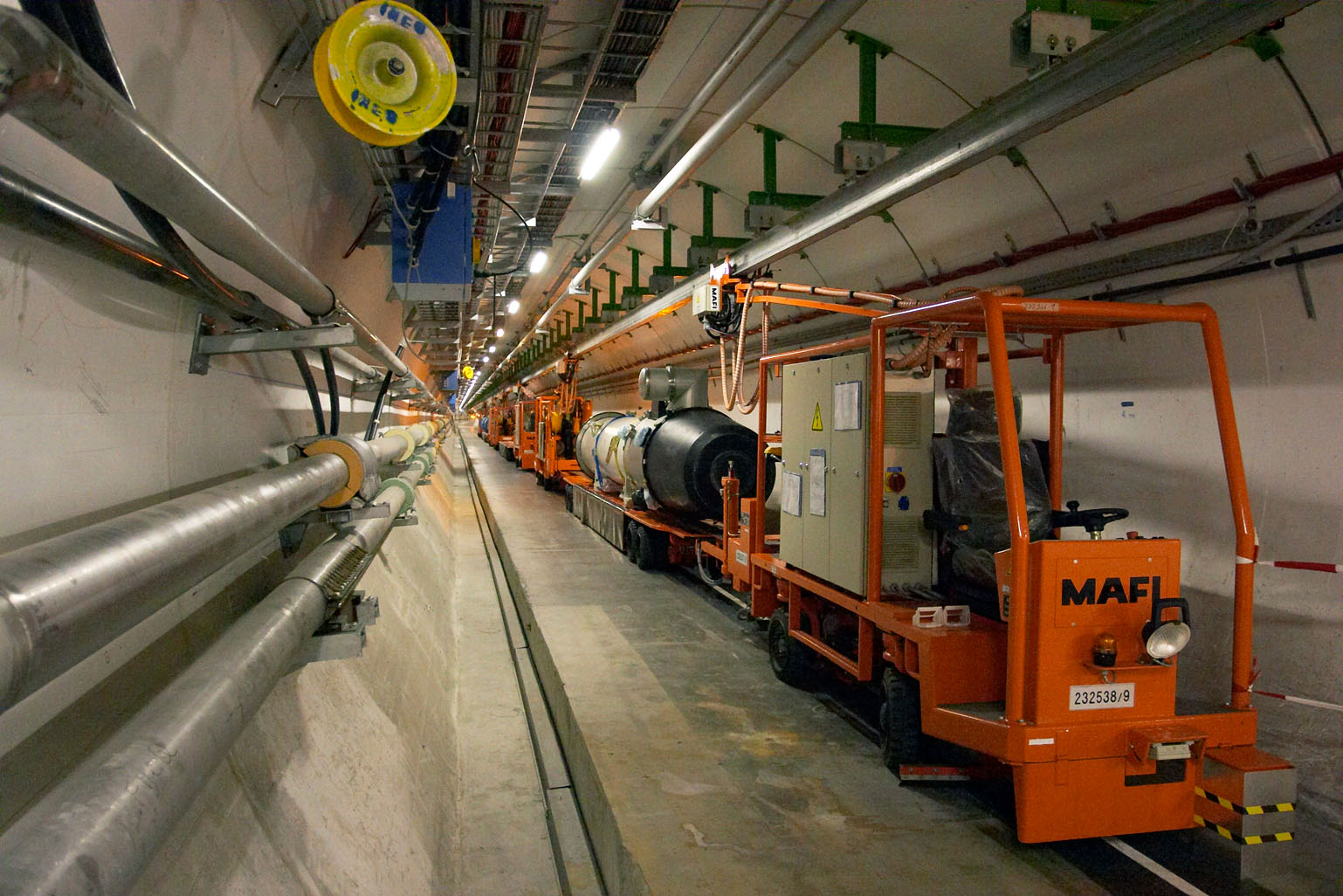
L'interno del tunnel LHC, dove sono stati installati magneti superconduttori.

### Altre classificazioni
Gli acceleratori si possono distinguere in base alla traiettoria seguita dalle particelle, che di solito è lineare, oppure circolare o a spirale. Nel primo caso si parla di acceleratori lineari e sono di solito a bersaglio fisso, cioè il fascio di particelle è fatto collidere su un bersaglio fermo rispetto al laboratorio. Gli acceleratori circolari invece fanno scontrare due fasci di particelle tra di loro curvati mediante campi magnetici; il vantaggio in quest'ultimo caso è la maggiore energia disponibile nel centro di massa, indicata con s2, lo svantaggio principale è la radiazione di sincrotrone.
Altre distinzioni si possono fare a seconda della tecnologia di accelerazione usata: campi elettrostatici, campi elettrici variabili, campi magnetici o tecniche particolari, come nei futuri acceleratori, per esempio ciclotrone nel quale si vuole accelerare un fascio di particelle principale attraverso dei fasci secondari.
Un'ultima distinzione si può fare considerando il tipo di particella accelerata. Per quanto riguarda le macchine circolari quelle più comuni sono quelle elettrone-positrone e quelle adroniche, di solito protone-protone o protone-antiprotone. Per studi di fisica nucleare esistono acceleratori che accelerano nuclei pesanti.

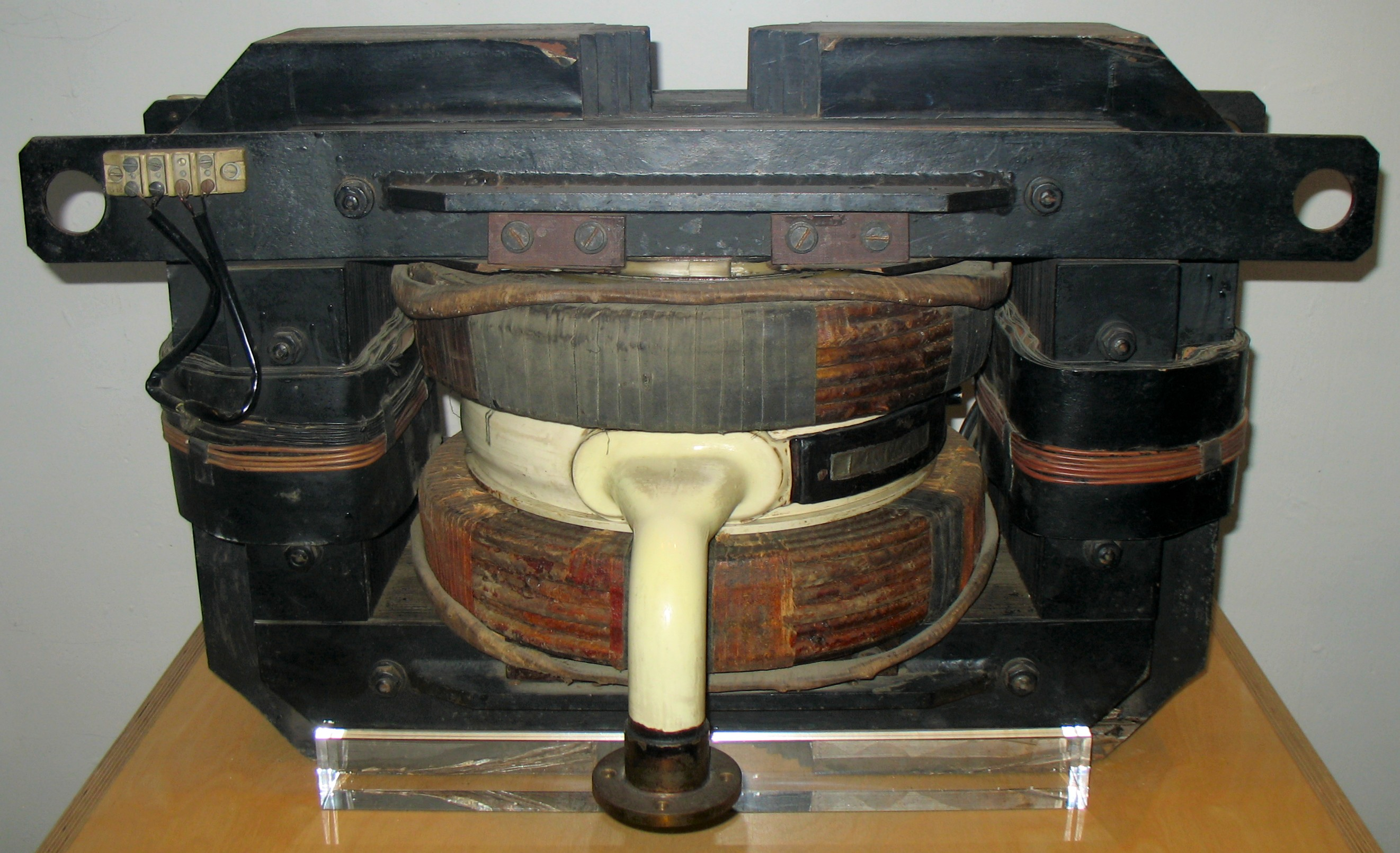
Betatrone

- Acceleratore elettrostatico o di Van De Graaff
- Tandem di Van De Graaff
- Circuito moltiplicatore o Cockcroft-Walton
- Betatrone
- Ciclotrone
- Ciclotrone focalizzato a settore
- Sincrociclotrone
- Protosincrotrone
- Protosincrotrone a focalizzazione forte

### Acceleratore lineare
In un acceleratore lineare (LINAC) le particelle sono accelerate lungo un percorso rettilineo contro un bersaglio fisso. Gli acceleratori lineari sono molto comuni, per esempio un tubo a raggi catodici è un acceleratore lineare di elettroni. Questi acceleratori sono usati anche per fornire l'energia iniziale alle particelle che saranno immesse in acceleratori circolari più potenti. L'acceleratore lineare più lungo al mondo è lo Stanford Linear Accelerator, che è lungo 3 chilometri.
Gli acceleratori lineari sono anche ampiamente usati in medicina, per la radioterapia e radiochirurgia.

## Principali acceleratori per la fisica delle particelle[3]
| Nome                     | Tipo         | Ente                | Nazione  | Energia (GeV) | Luminosità (1033cm−2s−1) |
| ------------------------ | ------------ | ------------------- | -------- | ------------- | ------------------------ |
| LHC                      | p+p+         | CERN                | Europa   | 14000         | 10                       |
| DAΦNE                    | e+e-         | INFN                | Italia   | 1,05          | 0,43                     |
| Elettra                  | e+e-         | Elettra-Sincrotrone | Italia   | 2,4           |                          |
| BEPC                     | e+e-         |                     | Cina     | 2,2           | 0,01                     |
| BEPC-II                  | e+e-         |                     | Cina     | 3,1           | 1,00                     |
| CESR                     | e+e-         |                     | USA      | 5,3           | 1,28                     |
| CESR-C                   | e+e-         |                     | USA      | 2,1           | 0,08                     |
| PEP                      | e+e-         | SLAC                | USA      | 10,58         | 12,07                    |
| KEKB                     | e+e-         |                     | Giappone | 10,58         | 21,1                     |
| LEP                      | e+e-         | CERN                | Europa   | 90            | 0,1                      |
| Tevatron                 | p+p-         | Fermilab            | USA      | 1800          | 0,29                     |
| HERA                     | e-p+         |                     | Germania | 300           | 0,08                     |
| Stanford Linear Collider | e+e- lineare | SLAC                | USA      | 100           | 20,00                    |

## Acceleratori in costruzione o in progettazione
| Nome          | Tipo         | Ente | Nazione     | Energia (GeV) | Luminosità (1033cm−2s−1) |
| ------------- | ------------ | ---- | ----------- | ------------- | ------------------------ |
| FCC           | p+p+         | CERN | Da decidere | 100000        |                          |
| Hi-LHC        | p+p+         | CERN | Europa      | 14000         | ~100                     |
| superKEKB     | e+e-         |      | Giappone    | 10,58         | ~800                     |
| ILC           | e+e- lineare |      |             | 500           |                          |
| CLIC          | e+e- lineare | CERN | Europa      | ~3000         |                          |
| Muon Collider | μ+μ-         |      |             |               |                          |
| VLHC          | p+p+         | CERN | Europa      | ~100000       |                          |
| Eloisatron    | p+p+         | ?    | ?           | 350000        |                          |

La Cina ha in programma di iniziare nel 2027 i lavori di costruzione del Circular Electron Positron Collider, il più grande acceleratore di particelle al mondo (al 2024), con una lunghezza prevista di 100 km, costo di 5 miliardi di dollari e 10 anni di lavori previsti.